# Alter Bahnhof (Heilbronn)

Der Alte Bahnhof in Heilbronn, 1848/49 von Karl von Etzel erbaut, ist ein markanter Bau des Spätklassizismus im Rundbogenstil aus Heilbronner Sandstein entlang der Bahnhofstraße, der an eine der ersten Eisenbahnstrecken Württembergs erinnert. Das Gebäude wird von dem der Neuen Hauptpost flankiert.

## Geschichte

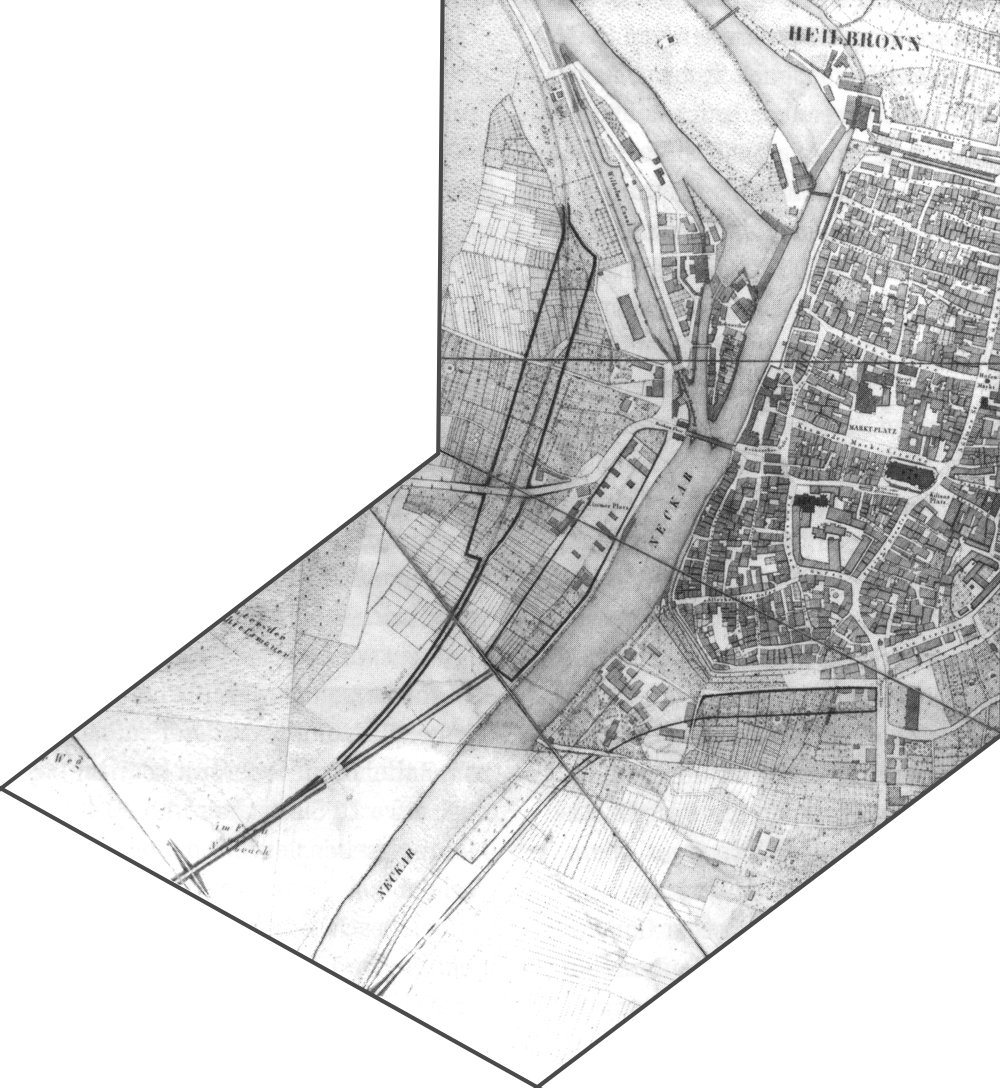
Vorschläge von Breymann von 1845 zur Lage des Heilbronner Bahnhofs

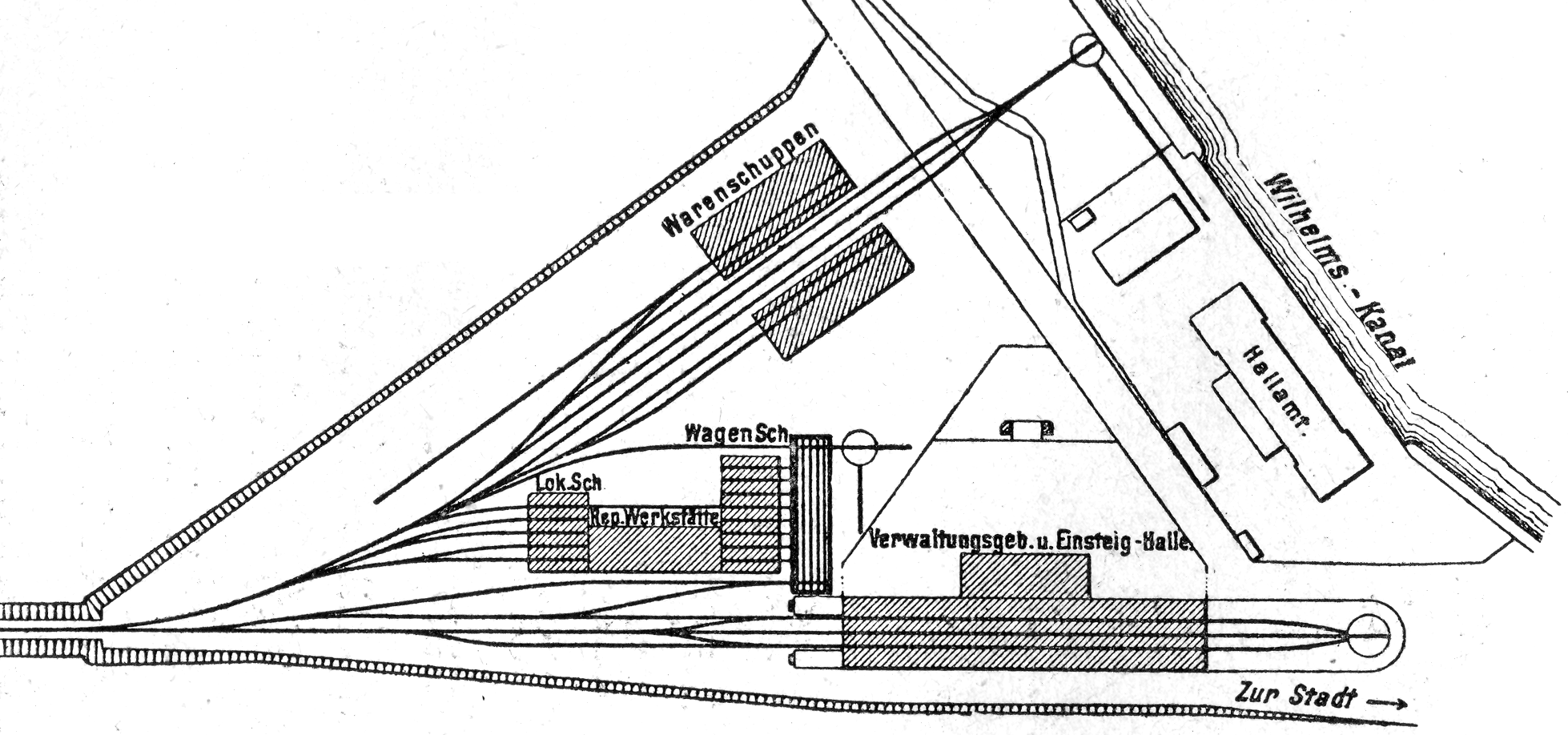
Plan des Heilbronner Bahnhofs nach seiner Eröffnung

Der als Kopfbahnhof gebaute erste Heilbronner Bahnhof war ab 1848 Endbahnhof der Württembergischen Nordbahn. Für seinen künftigen Standort hatte Gustav Adolf Breymann, der für den überlasteten Etzel interimsweise die Planung der Nordbahn übernommen hatte, 1845 vier Möglichkeiten vorgeschlagen:
1. links des Neckars nahe dem Hallamt, rund 350 m vom Marktplatz entfernt, am Glockengießergässchen, parallel zum Neckar
2. links des Neckars, am Zimmerplatz
3. rechts des Neckars, zwischen Rosenberg und dem Rund’schen Anwesen, südlich des Götzenturms
4. rechts des Neckars, am Fleiner Tor

Bei der ersten und der vierten Variante hätte man später die Nordbahn nach Baden weiterführen können. Bei der vierten hätte sich der Bahnhof zwar näher an der Stadt befunden, doch wären bei einer Verlängerung hohe Grunderwerbkosten angefallen, da man die Trasse hierfür in einem Bogen östlich um die Stadt herum hätte führen müssen. Die Entscheidung fiel zugunsten der ersten Variante, da die Baufläche hier günstiger zu erwerben war und die Lage am Hafen Vorteile für den Passagier- und Warenumschlag zwischen Bahn und Schiff erwarten ließ. Aus unbekanntem Grunde führte Etzel jedoch die Gleise nicht in nördlicher Richtung heran, sondern nach einem Bogen in östlicher, also senkrecht auf den Neckar und den Stadtrand zu. Er verspielte damit eine anderenfalls mögliche Verlängerung nach Norden.

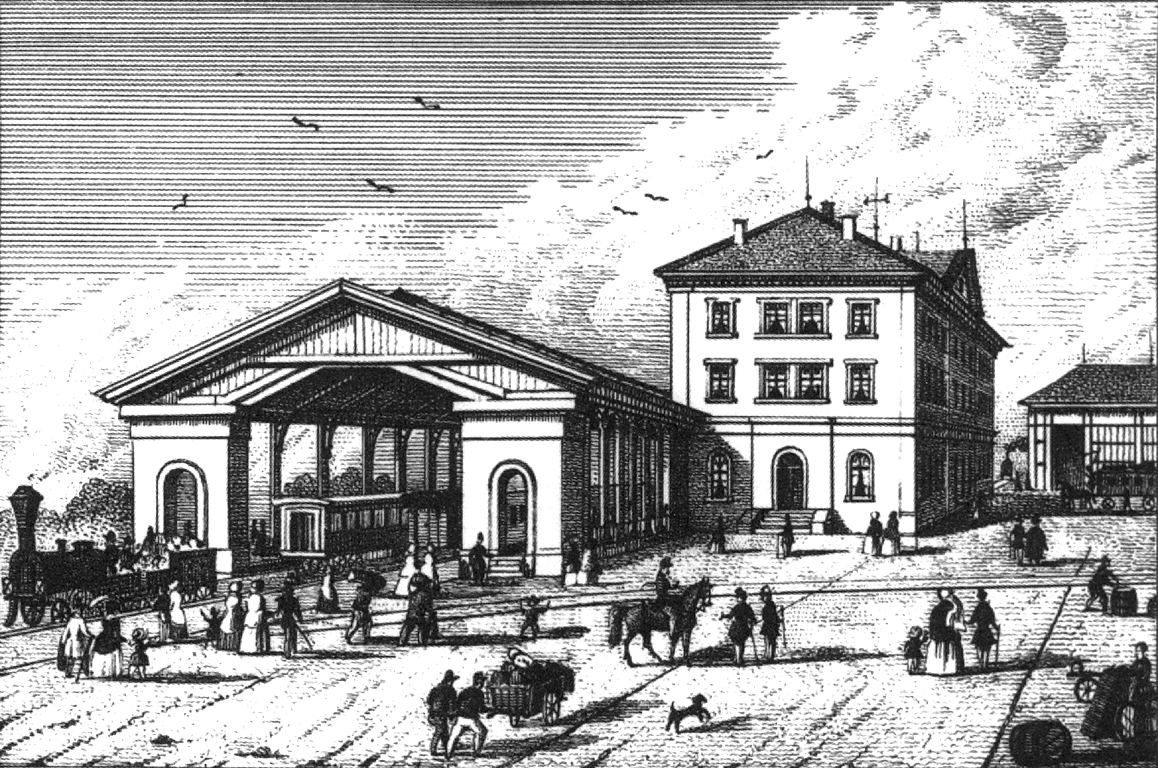
Der Alte Bahnhof mit heute nicht mehr bestehender „Einsteighalle“ in einer Ansicht von ca. 1850

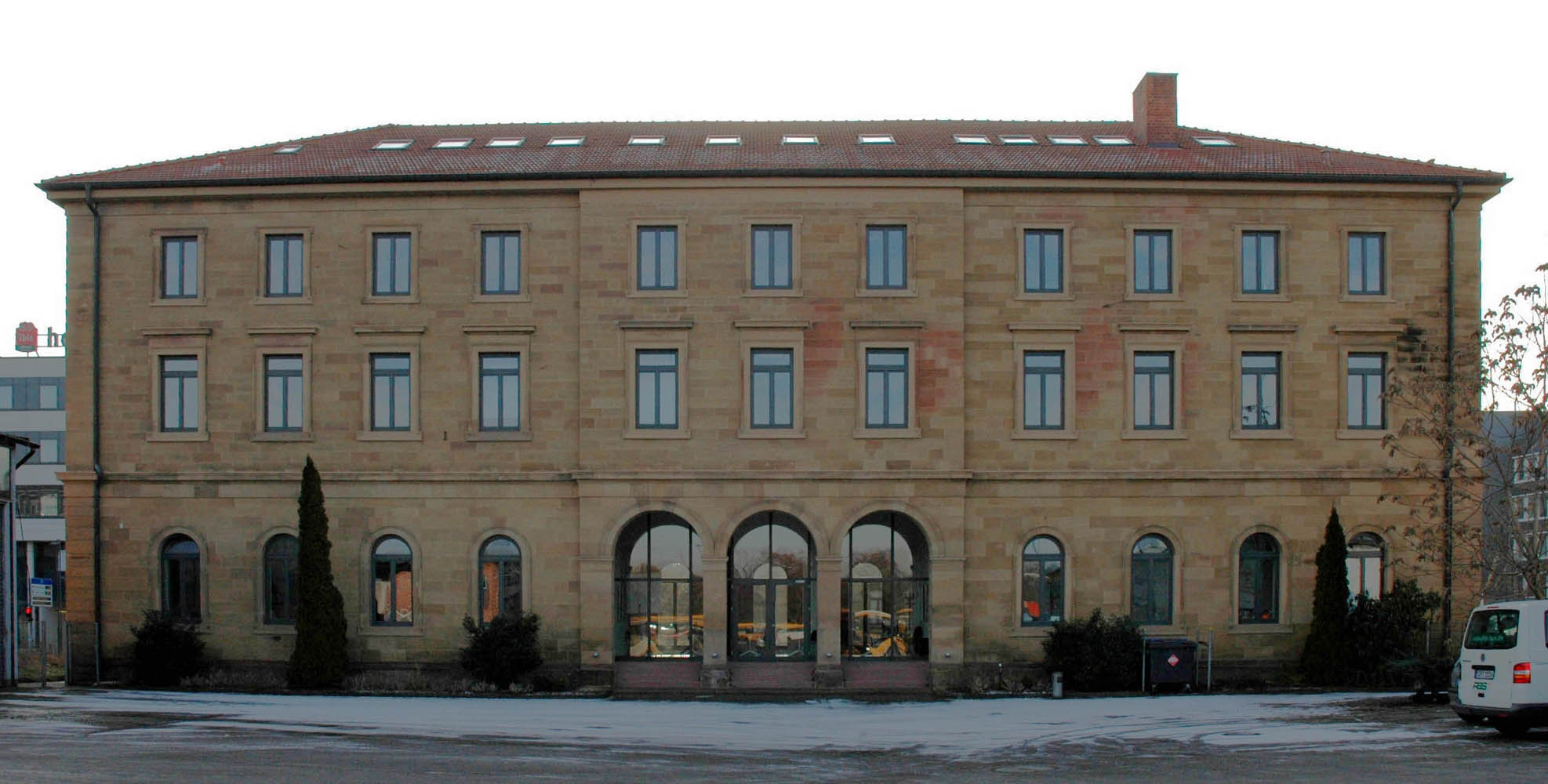
Der erste Bahnhofsvorplatz lag an der heutigen Rückseite des Gebäudes, wo heute noch der ursprüngliche Haupteingang zu erkennen ist (Dez. 2007)

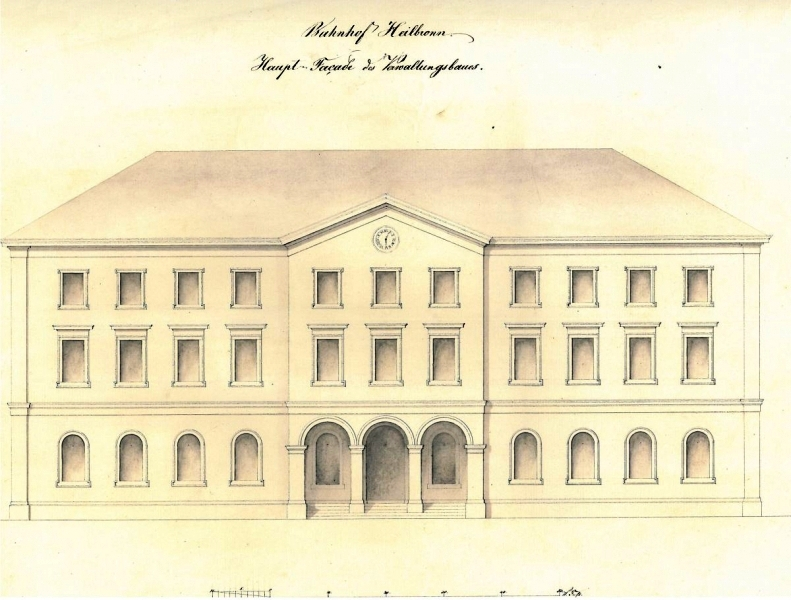
Der ursprüngliche Haupteingang (1848)

Der längsgestreckte, dreigeschossige Sandsteinquaderbau im Rundbogenstil der 1840er Jahre wurde 1848/49 nach Plänen Karl Etzels erbaut. Zum Bahnhof gehörten auch Güterschuppen und Wagenreparaturwerkstätten; die gesamten Bahnanlagen waren jedoch nach heutigen Maßstäben recht bescheiden. Zwei Bahnsteige, von einer hölzernen „Einsteighalle“ überdacht, erstreckten sich zwischen drei jeweils etwa 150 m langen Bahnhofsgleisen, die auf einer Drehscheibe zusammenliefen. Die Gleise lagen etwa längs des nördlichen Gehwegs der heutigen Bahnhofstraße, die Drehscheibe etwa am heutigen Brückenkopf der Friedrich-Ebert-Brücke. Der Bahnhofsvorplatz war damals auf der von der heutigen Bahnhofstraße abgewandten Nordseite des Gebäudes, dessen Fassade dort etwas mehr gegliedert ist und den arkadenartigen ehemaligen Haupteingang erkennen lässt; dieser war ursprünglich noch von einem dreieckigen Zwerchgiebel bekrönt.
Während die Nordbahn bereits am 25. Juli 1848 in Betrieb ging, dauerte die Fertigstellung des Bahnhofs noch ein weiteres Jahr bis zum 2. August 1849, die Wartesäle wurden am 16. August 1849 eröffnet. In der Zwischenzeit hatte der nahe Gasthof Ritter als Fahrkartenverkaufsstelle gedient.
1854 wurde die Heilbronner Poststation beim Bahnhof errichtet. Ankommende Reisende konnten auf dem Bahnhofsvorplatz in Postkutschen nach Öhringen oder Neuenstadt umsteigen oder vom benachbarten Wilhelmskanal aus auf Neckardampfbooten nach Heidelberg weiterreisen. Die Fahrpläne von Kutschen und Booten waren auf den Zugverkehr abgestimmt.
Nachdem die Nordbahn bis nach Jagstfeld verlängert und die Kocherbahn nach Hall und Crailsheim eröffnet worden war, konnte der alte Bahnhof den Verkehr nicht mehr bewältigen. Deshalb begann man 1873 etwas weiter westlich mit dem Bau eines größeren Bahnhofs, des heutigen Heilbronner Hauptbahnhofs, der nunmehr als Durchgangsbahnhof angelegt war und 1874 eröffnet wurde.

## Gegenwart
Das Empfangsgebäude des Alten Bahnhofs brannte beim verheerenden Luftangriff am 4. Dezember 1944 aus. Es wurde 1948, 100 Jahre nach seiner Errichtung, unter einer vereinfachten Dachkonstruktion wieder vollständig ausgebaut. Im Jahr 2004 wurde es restauriert, seitdem beherbergt es eine Niederlassung des Kolping-Bildungswerks.